# Бурцево (городской округ Шаховская)
Бурцево — деревня в городском округе Шаховская Московской области.

## Население
| 1859 | 1926 | 2002 | 2006 | 2010 |
| ---- | ---- | ---- | ---- | ---- |
| 142  | ↗246 | ↘77  | ↗85  | ↗97  |

## География
Деревня расположена в центральной части округа, примерно в 5 км к юго-востоку от райцентра Шаховская, на правом берегу реки Хлупня (она же Костинка, левый приток Рузы), высота центра над уровнем моря 251 м. Ближайшие населённые пункты — Сизенево на севере и Андреевское на юго-востоке.
В деревне 4 улицы: Красивая, Озёрная, Садовая и Центральная, приписаны садоводческие товарищества «Земляничная поляна» и «Природа».
В деревне находится автобусная остановка маршрута № 46.

## Исторические сведения
В 1769 году Бурцово — пустошь Хованского стана Волоколамского уезда Московской губернии, владение Коллегии экономии, ранее Левкиева монастыря. К владению относилось 242 десятины 2369 саженей пашни, 99 десятин 1700 саженей леса и сенного покоса, 1 десятина 1920 саженей болот.
В середине XIX века деревня относилась к 1-му стану Волоколамского уезда и принадлежала Департаменту государственных имуществ. В деревне было 26 дворов, 78 душ мужского пола и 77 душ женского.
В «Списке населённых мест» 1862 года — казённая деревня 1-го стана Волоколамского уезда Московской губернии по Московскому тракту, шедшему от границы Зубцовского уезда на город Волоколамск, в 18 верстах от уездного города, при колодце, с 21 двором и 142 жителями (68 мужчин, 74 женщины).
По данным на 1890 год деревня Бурцево входила в состав Бухоловской волости Волоколамского уезда, число душ мужского пола составляло 66 человек
В 1913 году — 26 дворов.
По материалам Всесоюзной переписи населения 1926 года — деревня Сизеневского сельсовета, проживало 246 человек (102 мужчины, 144 женщины), насчитывалось 46 хозяйств (43 крестьянских), имелись школа, народный дом, молочный завод.
С 1929 года — населённый пункт в составе Шаховского района Московской области.
1994—2006 гг. — деревня Бухоловского сельского округа Шаховского района.
2006—2015 гг. — деревня сельского поселения Степаньковское Шаховского района.
2015 г. — н. в. — деревня городского округа Шаховская Московской области.